# Hermann Berthelsen
Hermann Berthelsen (født 2. marts 1956 i Sisimiut, Grønland) er en grønlandsk politiker. Han blev medlem af kommunalbestyrelsen i Sisimiut Kommune og blev borgmester i 1999.

Hermann Berthelsen er uddannet folkeskolelærer fra Ilinniarfissuaq (Seminariet) i Nuuk.
Han har været skolelærer i Sisimiut fra før sin tiltrædelse som borgmester i byen.
Hermann Berthelsen stillede ikke op til Kommunalbestyrelses valget 2017 men stillede så op til valget 2018 til Inatsisartut og blev valgt ind.
Han blev formand for finansudvalget og har stor indflydelse i Inatsisartut.